# Parque Nacional Vatnajökull
O Parque Nacional Vatnajökull situa-se na Islândia, tendo sido fundado a 7 de junho de 2008. É o maior parque nacional da Europa, cobrindo cerca de 12 000 km² (12% da superfície da Islândia), nele inclui-se o glaciar Vatnajökull, o atual Parque Nacional Skaftafell, o antigo Parque Nacional Jökulsárgljúfur e a área circundante.
A calota de gelo Vatnajökull é o segundo maior glaciar da Europa e abrange vários vulcões, incluindo dois dos mais ativos da ilha. As interações entre vulcões e o glaciar dão origem a vários fenómenos, incluindo o espetacular jökulhlaup – uma inundação súbita causada pela quebra da margem de um glaciar durante uma erupção subglacial. Este fenómeno, que é recorrente, expõe planícies de areia únicas no mundo, bem como redes fluviais e desfiladeiros cuja morfologia evolui a alta velocidade. As áreas vulcânicas são endémicas das águas subterrâneas que conseguiram sobreviver ao período glacial.
A construção de quatro novos centros para visitantes foi prevista para 2012.
Em 2019 passou a integrar a lista de sítios classificados como Património Mundial pela UNESCO.